# A Song of Summer
A Song of Summer est un poème symphonique pour orchestre de Frederick Delius, composé en 1931.
A Song of Summer est tiré d'une œuvre symphonique non publiée de 1918 appelée originellement Poem of Life and Love. En 1921, Delius dit à Peter Warlock qu'il avait égaré une grande partie de la partition. Delius recommence à travailler ce morceau après être devenu aveugle, dictant à Eric Fenby à qui il dédicace la partition.
Sir Henry J. Wood dirige la première à Londres le 17 septembre 1931. Fenby lui-même a enregistré la partition avec le Royal Philharmonic Orchestra en 1981.
Delius a expliqué le contexte du morceau à Fenby :

« Je veux que tu t'imagines que nous sommes assis en haut d'une falaise dans la bruyère, contemplant la mer. Les accords soutenus aiguës des cordes suggèrent le ciel clair et calme et la tranquillité de la scène… Vous devez vous rappeler cette figure mélodique qui vient aux  violons quand la musique devient plus animée. Je l'introduis ici pour suggérer la montée douce et la chute des vagues. Les flûtes suggèrent une mouette glissant »

Ce poème symphonique a prêté son titre au film de 1968 de Ken Russell Song of Summer (en) qui décrit la vie d'Eric Fenby en tant que copiste de Delius. La musique apparait dans le film avec d'autres œuvres de Delius.

### Citations
1. ↑  « I want you to imagine we are sitting on the cliffs of heather and looking out over the sea. The sustained chords in the high strings suggest the clear sky and stillness and calm of the scene…  You must remember that figure that comes in the violins when the music becomes more animated. I'm introducing it there to suggest the gentle rise and fall of the waves. The flutes suggest a seagull gliding by. »